# Галайд, Али Халиф
Али Халиф Галайд (сомал. Cali Khalif Galaydh, араб. علي خليف غلير‎; 15 октября 1941, Ласъанод, Британское Сомали — 8 октября 2020, Джигджига, Эфиопия) — сомалийский политический деятель, премьер-министр Сомали с 8 октября 2000 по 28 октября 2001 года.
Галайд имел обширный опыт в сфере государственной политики, дипломатии, государственного управления и бизнеса. Он преподавал эти предметы в государственных университетах США. Также Галайд был президентом Хатумо. В 2017 году подписал соглашение с правительством Сомалиленда, которое предусматривало внесение поправки в конституцию Сомалиленда, что способствовало бы миру и стабильности в регионах Соль, Санаг и Айн.

## Личная жизнь
Родился 15 октября 1941 года в Ласъаноде, регион Сул, Британское Сомали. Учился в Sheikh Intermediate School и Sheikh Secondary School в Шейхе, городе, расположенном в северо-западной провинции Тогдхир на территории современного Сомалиленда. С 1963 по 1965 год Галайд учился в Бостонском университете и закончил его с отличием, получив степень бакалавра политических наук.
С 1966 по 1973 год Галайд работал в Сомалийском институте государственного управления и Сомалийском институте администрирования и управления.
С 1967 по 1969 год Галайд учился в Сиракузском университете (Школа Максвелла по гражданству и связям с общественностью). Он получил степень магистра государственного управления и выполнил все требования для получения докторской степени. За год до поступления в этот университет он также работал качестве специалиста по исследованиям и обучению. В 1969 году Галайд вернулся в Сомалийский институт государственного управления и в конечном итоге стал его генеральным директором.
Позже Галайд написал и защитил диссертацию в 1971 и 1972 годах. С 1982 по 1987 год он был научным сотрудником Центра международных отношений Уэтерхеда и научным сотрудником по ближневосточным исследованиям в Гарвардском университете.

## Карьера

### Управление компаниями
В июле 1974 года Галайд был назначен генеральным директором Jowhar Sugar Enterprises, крупнейшего национального производителя сахара в Сомали, который внёс не менее 10 % своего бюджета в национальный бюджет Сомали. Али Халиф руководил 7000 сотрудниками и 9000 гектарами земли.
С 1977 по 1980 год Галайд был исполнительным директором Juba Sugar Project стоимостью 400 миллионов долларов в Марири. Галайд тесно сотрудничал с британскими компаниями, чтобы завершить проект досрочно и в рамках бюджета.
В 1996 году Галайд основал частную сомалийскую телекоммуникационную компаниею Somtel и управлял ею по 2000 год.

### Политическая карьера
Али Халиф десятилетиями играл ключевую роль в сомалийской политике. Через несколько лет после обретения Сомали независимости он внёс значительный вклад в политическую арену.
В 1979 году Галайд был назначен депутатом парламента Сомали. С 1980 по 1982 Али Халиф был министром промышленности во время правления Сиада Барре. В связи с усилением напряженности в стране, Галайд оказался из тех министров-реформаторов, которые бежали из страны, чтобы не быть арестованными президентом.

#### Премьер-министр Сомали
Начиная с сентября 1999 года Галайд участвовал в Сомалийской национальной мирной конференции (SNPC) в Арте, Джибути. В октябре 2000 года Абдулкасим Салад Хасан был назначен новым президентом Переходного национального правительства в Сомали и назначил Али Халифа Галайда премьер-министром. 14 октября два государственных деятеля вернулись в Сомали из Джибути.
Во время своего пребывания в должности Галайд вел переговоры о том, чтобы двое из пяти сомалийских полевых командиров присоединились к кабинету министров. Остальные трое отправились в Эфиопию и объединились, чтобы сформировать вооруженное антиправительственное движение.
В феврале 2001 года Галайд успешно использовал дипломатические методы, чтобы заставить эфиопские войска покинуть юго-западный сомалийский регион Гедо, который Эфиопия оккупировала с августа 1996 года по февраль 2001 года.

#### Федеральный парламент Сомали
20 августа 2012 года Галайд стал одним из избранных депутатов новосозданного Федерального парламента Сомали.

#### Президент Хатумо
В сентябре 2014 года Галайд был избран президентом сепаратистского повстанческого движения и автономии Хатумо в восточной части Сомалиленда. Он победил тогдашнего президента Мохамеда Юсуфа Джаму — 21 голос отдали за Галайда, 9 голосов за Джаму. Депутаты Ассамблеи, которые были назначены традиционными лидерами, также выбрали Абдула Чагалуле в качестве вице-президента.

## Смерть
8 октября 2020 года Али Калиф Галайд умер от инфекции COVID-19. Сообщается, что он, недавно прибывший в Джигджигу, заболел в прошлую пятницу. 10 октября Галайд был похоронен в Могадишо. Президент Сомали Мохамед Абдуллахи Мохамед выразил глубокие соболезнования в связи с его внезапной кончиной.